# Synnomos urota
Synnomos urota är en fjärilsart som beskrevs av Druce 1898. Synnomos urota ingår i släktet Synnomos och familjen mätare. Inga underarter finns listade i Catalogue of Life.